# 38250 Tartois
38250 Tartois este o planetă minoră (asteroid), cu un diametru de 6,227 km, din centura de asteroizi. A fost descoperită pe 31 august 1999 la Blauvac de René Roy⁠(d). 
Obiectul prezintă o orbită caracterizată de o semiaxă mare de 3,1630178 UAi, o excentricitate de 0,19, o înclinație de 2,34931 ° în raport cu ecliptica.